# Vismia tomentosa
Vismia tomentosa är en johannesörtsväxtart som beskrevs av Hipólito Ruiz López och Pav.. Vismia tomentosa ingår i släktet Vismia och familjen johannesörtsväxter. Inga underarter finns listade i Catalogue of Life.